# کرسنت پترولیوم
کرسنت پترولیوم (به انگلیسی: Crescent Petroleum) یک شرکت نفتی خصوصی، مستقر در شهر شارجه کشور امارات متحده عربی است. این شرکت فعالیت خود را از سال ۱۹۷۱ به عنوان نخستین شرکت خصوصی فعال در زمینه نفت و گاز در منطقه خاورمیانه آغاز کرد. 
این شرکت دفاتر متعددی در کشورهای امارات، ایران، عراق، انگلستان، بحرین، عربستان سعودی و مصر دارد.  که توسط خانواده جعفر به سرپرستی حمید ضیاء جعفر اداره می‌شود. مدیر عامل این شرکت، هم‌اکنون بدر جعفر است. شرکت کرسنت پترولیوم همچنین اکثر سهام شرکت دانا گس را در اختیار دارد.
دعاوی حقوقی قرارداد این شرکت با شرکت ملی نفت ایران در خصوص فروش گاز میدان نفتی سلمان، که از آن به قرارداد کرسنت یاد می‌شود، از جمله موضوعات مهم پیرامون این شرکت است.

## وب‌گاه رسمی
- وب‌گاه رسمی